# Sigmund Holbein

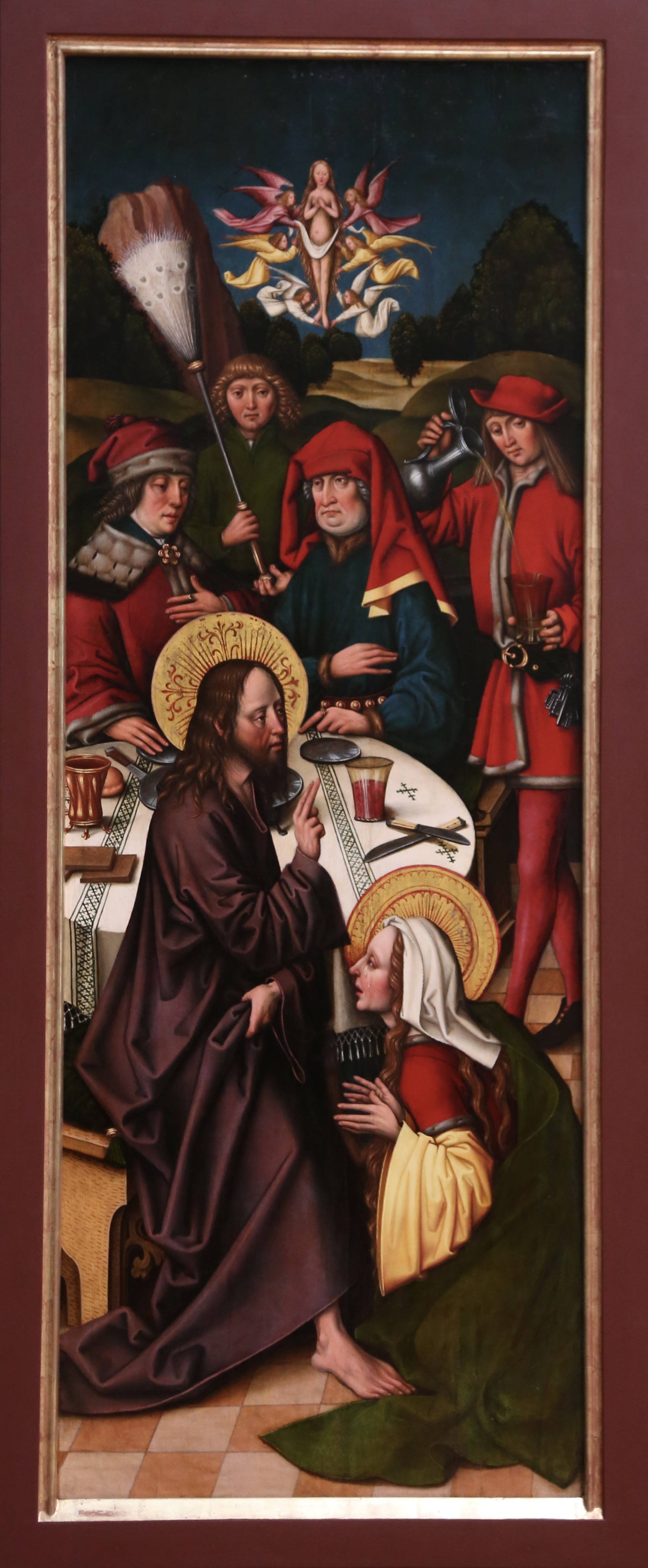
Cristo en casa de Simón, óleo sobre tabla, 157 x 58 cm, Museo de Arte de Basilea.

Sigmund Holbein (Augsburgo, Alemania, c. 1470 - Berna, Suiza, 18 de noviembre de 1540) fue un pintor alemán, hermano menor de Hans Holbein el Viejo.

## Biografía
Nacido probablemente en Augsburgo, Sigmund Holbein se formó en el taller de su hermano mayor, Hans Holbein el Viejo, con quien trabajó hasta alrededor de 1517. Podría identificarse con el denominado "Maestro de los misterios de los apóstoles de Núremberg", creador de un altar relacionado con el taller de Holbein, cuyas tablas se perdieron en su mayoría en la Segunda Guerra Mundial. Después de que su hermano mayor saliera de Augsburgo, Sigmund continuó con el taller, pero ya no fue capaz de grandes obras. Ninguna de sus pinturas está firmada, por lo que solo es posible reconstruir su estilo desde la crítica. Las bases para ello serían las obras de Hans Holbein el Viejo y su taller. El estilo de Sigmund Holbein sería "más difícil y más preciso en las formas" (E. Buchner). En una de estas obras, una Presentación en el templo, la figura de san José tiene rasgos individualizados bien caracterizados y podría tratarse de un autorretrato del artista. Esta figura, a su vez, se asemeja a la única representación documentada de Sigmund Holbein, retratado en un dibujo de Hans Holbein el Viejo en el Museo Británico de Londres.

## Obras
- Baltimore, colección J. Epstein: Retrato de un hombre
- Basilea, Museo de Arte: Cristo en casa de Simón
- Basilea, colección B. Sarasin: La coronación de espinas de Cristo; Con la cruz de Cristo
- Montreal, Museo de Bellas Artes (antes en Dietramszell, Schilcher): El expolio de Cristo; Cristo en reposo
- La Haya, Mauritshuis: El nacimiento de la Virgen María
- Dresde, Gemäldegalerie Alte Meister: El martirio del apóstol san Bartolomé, 1504
- Londres, colección G. Arnot C.: Los improperios
- Múnich, Alte Pinakothek: Presentación de la Virgen en el templo, 1512.
- Núremberg, Germanisches Nationalmuseum (pérdidas en la guerra): Martirio de san Pedro, Martirio de san Juan Evangelista, Martirio de santo Tomás, Martirio de Santiago el Menor, Martirio de san Felipe, Martirio de san Matías, Martirio de Santiago el Mayor, Martirio de san Bartolomé, Martirio de san Andrés
- Rödelheim, iglesia parroquial: El martirio de Judas el apóstol, El martirio del apóstol Simeón
- Varsovia, Muzeum Narodowe w Warszawie: La flagelación de Cristo, alrededor de 1498-1500; Cristo ante Pilatos, alrededor de 1498-1500.